# Willa Wojciecha Weissa w Krakowie
Willa Wojciecha Weissa – zabytkowa willa znajdująca się w Krakowie, w dzielnicy I przy ul. Krupniczej 31, na Piasku.

## Historia
Modernistyczna willa została wzniesiona w latach 1920–1923 według projektu Tadeusza Stryjeńskiego i Franciszka Mączyńskiego dla malarza Wojciecha Weissa i jego żony 
Ireny. Obecnie jest własnością ich potomków.

## Architektura
Willa została wybudowana na planie prostokąta z przylegającym od strony wschodniej gankiem. Ma ona dwie kondygnacje. Fasada, o pięciu osiach, skierowana jest na ulicę Krupniczą. U jej podstawy znajduje się wysoki cokół. W jej centralnej części znajduje się portyk o szerokości trzech osi, z kolumnami w wielkim porządku doryckim. W środkowej osi pierwszego piętra zaprojektowano niewielki wykusz. Okna parteru są większe od okien pierwszego piętra, a w skrajnych osiach dodatkowo ozdobione szerokimi gzymsami nadokiennymi. Budynek wieńczy gzyms koronujący, nad którym znajduje się attyka, w której centralnej części umieszczono kartusz herbowy z herbem Weissów. Nad bramką wejściową umieszczono mozaikę, przedstawiającą m.in. dwie palety malarskie, co stanowi nawiązanie do profesji pierwszych właścicieli. Mozaika powstała później, bo dopiero pod koniec lat 60. i nie jest wpisana do rejestru zabytków indywidualnych.
Od strony zachodniej do willi przylega niewielki ogród w stylu modernistycznym.

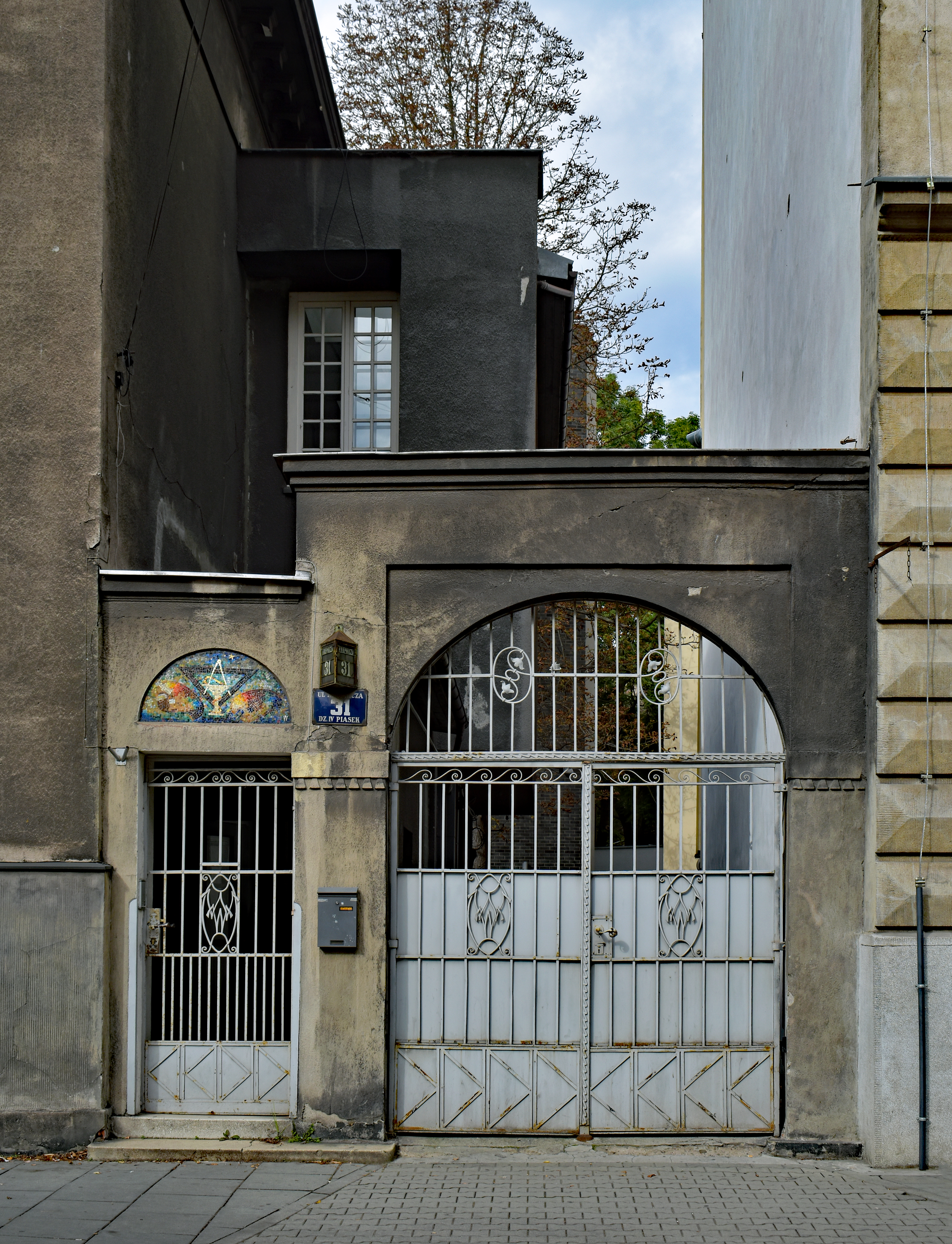
Brama.
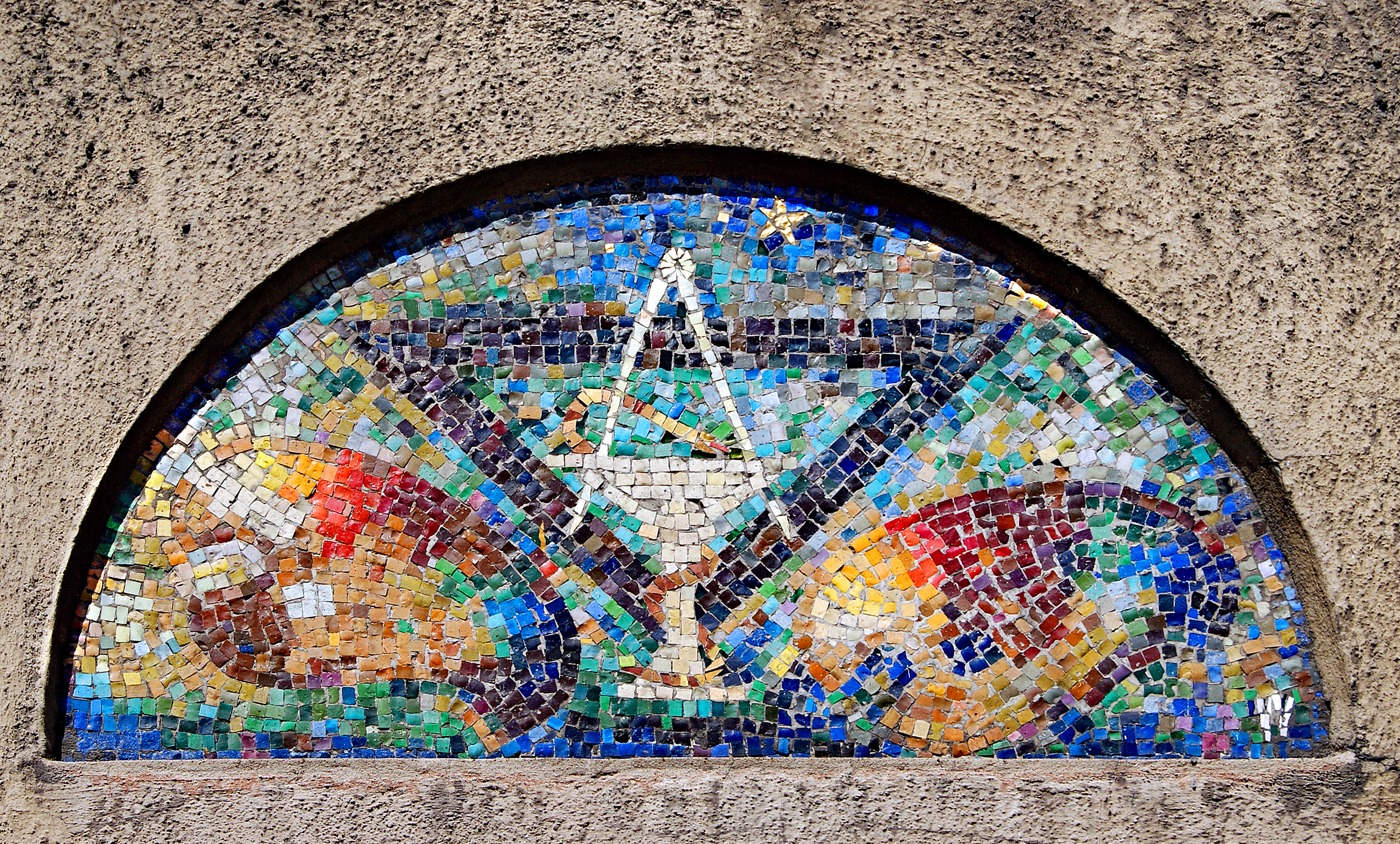
Mozaika nad bramą wejściową.
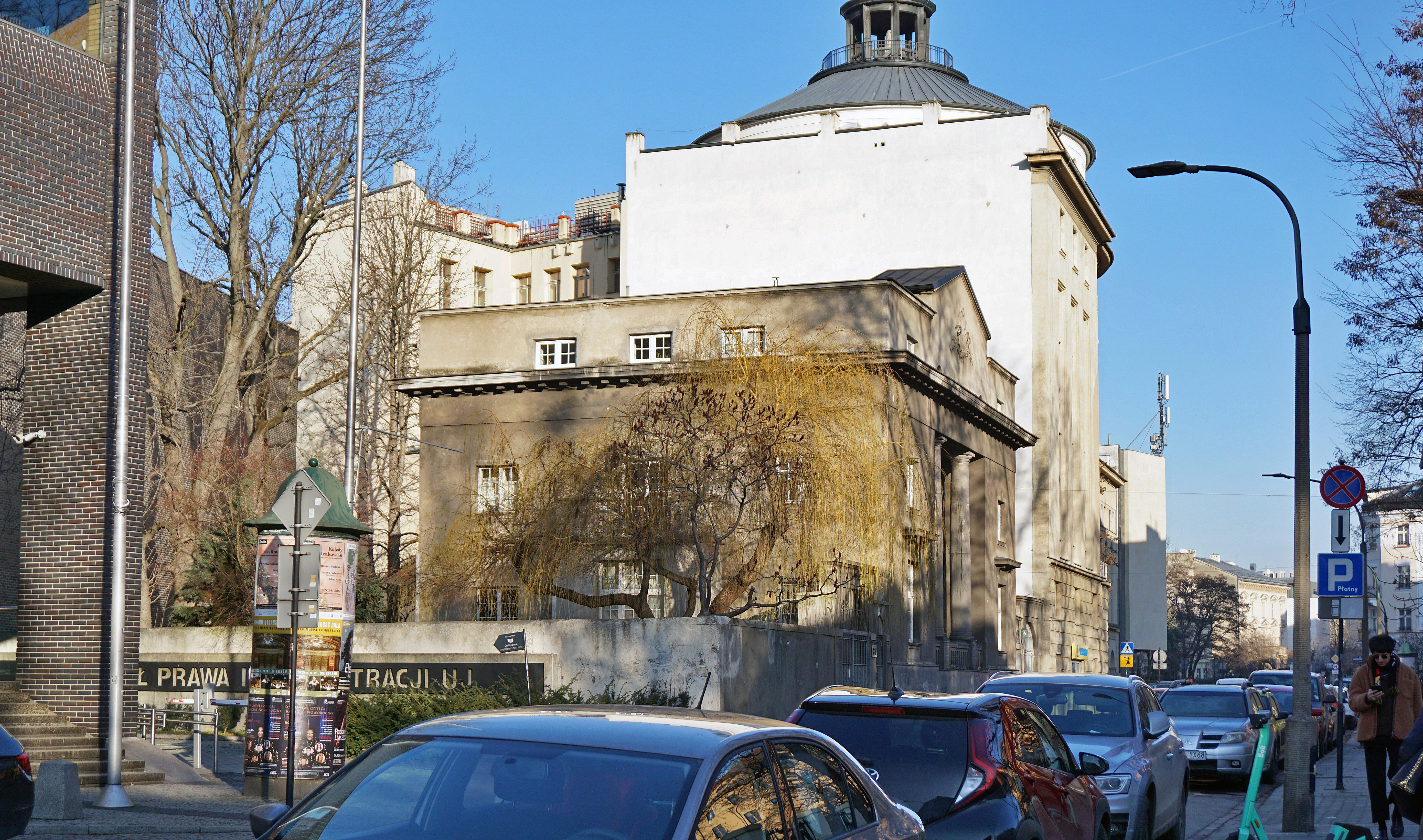
Widok z zachodu.
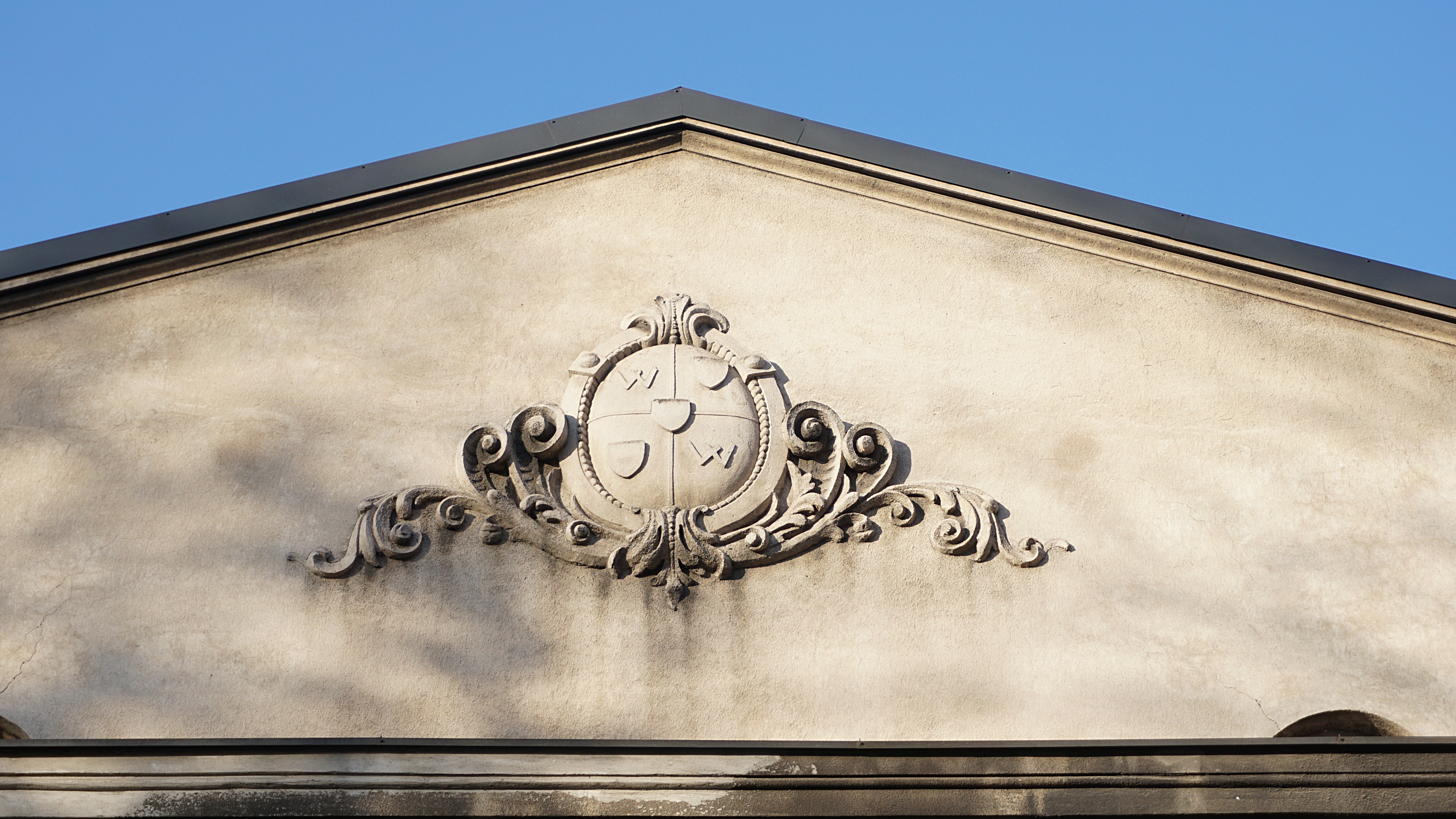
Herb na fasadzie.

## Źródła
- Praca zbiorowa Zabytki Architektury i budownictwa w Polsce. Kraków Krajowy Ośrodek Badań i Dokumentacji Zabytków Warszawa 2007, ISBN 978-83-92298-1